# Commonwealth Bank
Банк Співдружності (англ. Commonwealth Bank) — найбільший банк в Австралії та усій південній півкулі. Заснований в 1911, з головним офісом в Сіднеї. Веде свою діяльність також в Новій Зеландії, Фіджі, країнах Азії, США та Великій Британії. Загальні активи банку за підсумками 2015 року складали 873 млрд австралійських доларів.
Належить до "Великої четвірки" найбільших банків Австралії (серед інших National Australia Bank, Australia and New Zealand Banking Group та Westpac).